# Papagos
Papagos (greacă Παπάγου) este un oraș în Grecia în prefectura Atena.